# پاین ولی، نیوجرسی
پاین ولی (به انگلیسی: Pine Valley) شهری در ایالت نیوجرسی کشور ایالات متحده آمریکا است که جمعیت آن در سرشماری سال ۲۰۱۰ میلادی، ۱۲ نفر بوده‌است.